# Nikita Magaloff

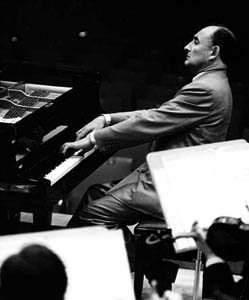
Nikita Magaloff (1965)

Nikita Dmitrijewitsch Magaloff ((russisch: Никита Дмитриевич Магалов) * 8. Februarjul. / 21. Februar 1912greg. in Sankt Petersburg, Russisches Kaiserreich; † 26. Dezember 1992 in Vevey, Schweiz) war ein russischer Pianist und Interpret von Chopin und Liszt-Klavierwerken.

## Leben

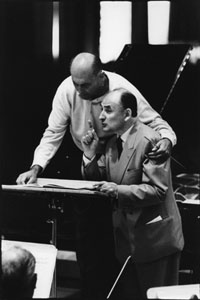
Magaloff (rechts) und Georg Solti (links, 1965)

Während der Oktoberrevolution verließ seine Familie Russland und ging zunächst für vier Jahre nach Finnland, bevor sie sich in Paris niederließ. Hier wurde Magaloff Schüler von Isidore Philipp (der selbst bei einem Schüler Chopins studiert hatte) und Alexander Iljitsch Siloti (Lisztschüler) am Conservatoire de Paris und studierte Komposition bei dem ebenfalls nach Paris geflohenen Sergej S. Prokofjew. Sein besonderer Gönner war aber Maurice Ravel, der den jungen Pianisten ermunterte, sich auch mit zeitgenössischer Klaviermusik auseinanderzusetzen. Seine spätere erfolgreiche Karriere führte ihn um die ganze Welt. Einladungen erhielt Magaloff immer wieder zu den Festspielen in Salzburg, nach Edinburgh, Berlin, Zürich und Lausanne. 1949 übernahm er als Nachfolger von Dinu Lipatti die Meisterklasse für Klavier am Conservatoire de musique de Genève. Mit der Pianistin Clara Haskil und dem ungarischen Geiger Joseph Szigeti, dessen Tochter Irene (1920–2005) er heiratete, spielte er Kammermusik. Er lebte zuletzt am Genfersee. Pianistinnen wie Maria Tipo und Ingrid Haebler waren seine Schülerinnen.

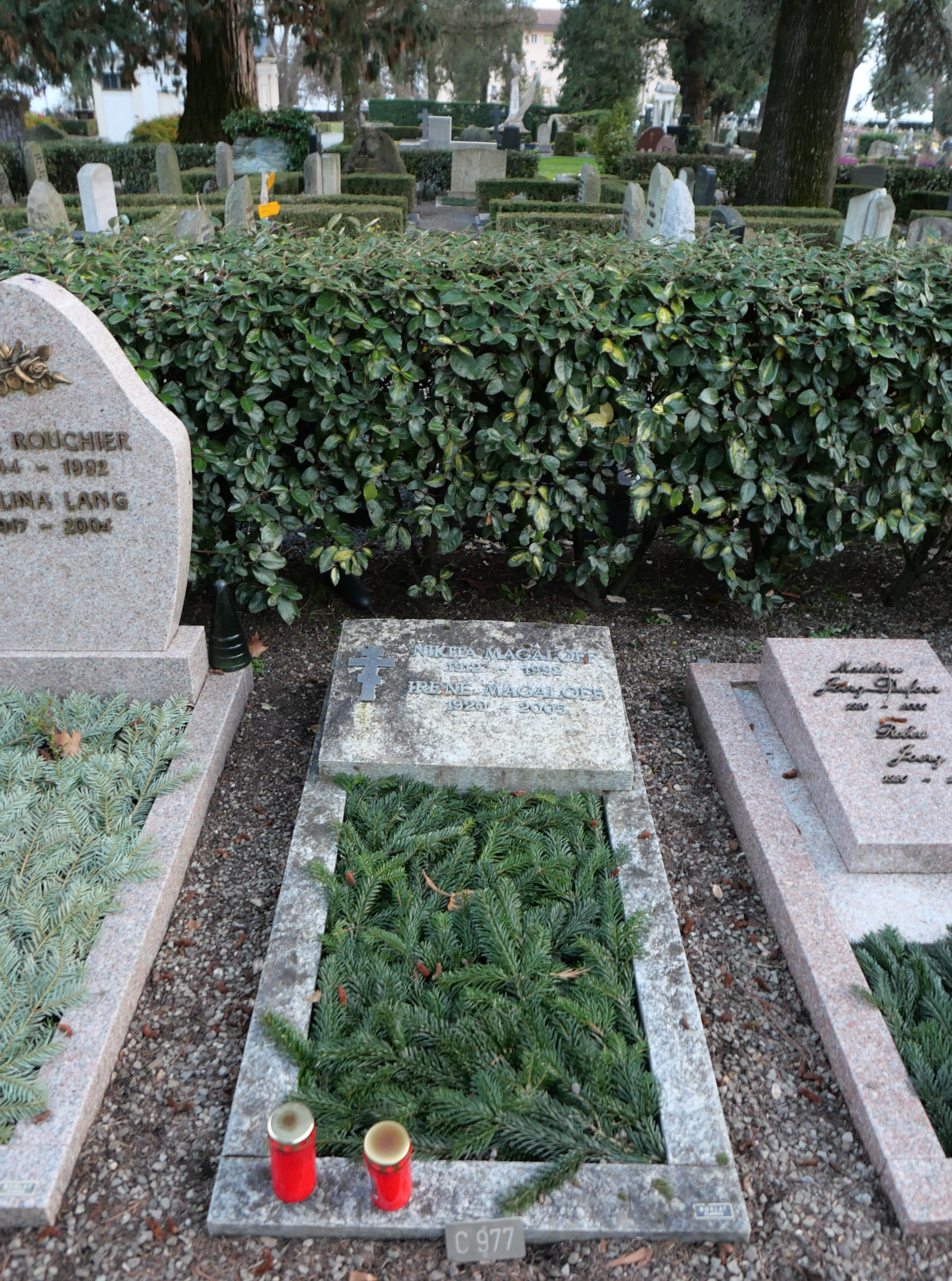
Das Grab im Jahr 2024

Bekanntheit erlangte Magaloff durch die zyklische Wiedergabe sämtlicher Klavierwerke von Chopin, die er 1989 auf dem Bösendorfer SE als MIDI-Daten einspielte. Ferner war er ein exzellenter Interpret von Mozart, Beethoven, Schumann, Liszt und Strawinski. Seine Interpretationen der Klavierwerke von Strawinski waren herausragend. Soweit ersichtlich hat er als erster dessen Konzert für Klavier und Blasorchester und das Capriccio für Klavier und Orchester jeweils mit dem Orchestre de la Suisse Romande unter der Leitung von Ernest Ansermet für die Schallplatte eingespielt. 1985 erfolgte eine (im Jahr 2006 wiederveröffentlichte) Aufnahme des Konzertes für Klavier und Blasorchester mit dem NDR-Sinfonieorchester unter der Leitung von Günter Wand. Im Klavierduo spielte er mit seinem Freund Michel Dalberto, der ihm 1991 in der Jury des Internationalen Clara-Haskil-Klavierwettbewerbs folgte.
Magaloff war Mitglied der Jury des Santander Paloma O’Shea Klavierwettbewerbs in den Jahren 1982 und 1987.
Magaloff fand seine letzte Ruhestätte auf dem Friedhof von Clarens-Montreux nur wenige Meter neben dem Grab seiner Schwiegereltern Wanda, geb. Ostrowska (1895–1969), und Joseph Szigeti. Seine Frau Irene wurde an seiner Seite bestattet.